# Gozón
Gozón est une commune (concejo aux Asturies) située dans la communauté autonome des Asturies en Espagne. Elle est bordée au nord par la mer Cantabrique, au sud par Corvera, à l'ouest par Avilés et à l'est par Carreño. Dans son district municipal se trouve le cap de Peñas (es), le point le plus septentrional des Asturies

## Géographie
Mis à part Luanco, Gozón se compose de deux parties clairement différenciées : la côte, avec des plages très fréquentées et des falaises spectaculaires comme celles du cap de Peñas, et les paroisses civiles de l'intérieur, situées dans des vallées fertiles avec des terres toujours vertes avec des fermes éparpillées, destinées à l'élevage. 

### Paroisses
Les treize paroisses civiles qui composent la commune sont les suivantes :
- Ambiedes
- Bañugues
- Bocines
- Cardo
- Heres
- Laviana
- Luanco

- Manzaneda
- Nembro
- Podes
- Verdicio
- Viodo

## Personnalités liées
- Ángel Fernández Artime, né en 1960 à Luanco, Gozón, prêtre, supérieur général des Salésiens de Don Bosco. Le pape François l'a crée cardinal le 30 septembre 2023[1].